# Архів Шерлока Холмса
«Архі́в Ше́рлока Хо́лмса» (англ. The Case-Book of Sherlock Holmes) — збірка детективних оповідань шотландського письменника Артура Конана Дойла, опублікована 1927 року у видавництві «John Murray». До збірки увійшли 12 оповідань, опублікованих впродовж 1921—1927 років у журналі «Strand Magazine».

## Оповідання
Існує два варіанти порядку оповідань у збірці.
Порядок у першому виданні:
| №  | Розповідь                         | Оригінальна назва                             | Час подій            | Синопсис | Примітки |
| -- | --------------------------------- | --------------------------------------------- | -------------------- | --- | --- |
| 1  | «Камінь Мазаріні»                 | англ. The Adventure of the Mazarin Stone      | ймовірно 1903        | Викрадено діамант з колишньої колекції кардинала Мазаріні. Використавши власну воскову фігуру Холмс здобуває у підозрюваного діамант прямо на своїй квартирі.                                                   | Одне з двох оповідань про Холмса, де розповідь ведеться від 3-ї особи. Є адаптацією п'єси, де Вотсон практично не з'являється.                                                                |
| 2  | «Загадка Торського мосту»         | англ. The Problem of Thor Bridge              | ймовірно 1900        | На мосту вбита дружина американського золотопромисловця, який оселився в Англії. Підозрюється гувернантка. | |
| 3  | «Людина, що рачкує»               | англ. The Adventure of the Creeping Man       | вересень 1903        | Донька та секретар знаменитого професора стурбовані його поведінкою: уночі він бігає рачки і з неймовірною спритністю лазить по стінах.                                                                         | |
| 4  | «Сассекський вампір»              | англ. The Adventure of the Sussex Vampire     | ймовірно 1896        | Англієць, одружений з перуанкою, звертається за допомогою до Холмса: кілька разів він бачив, що дружина п'є кров їхнього сина.                                                                                  | |
| 5  | «Троє Гаррідебів»                 | англ. The Adventure of the Three Garridebs    | квітень 1902         | Для отримання великої суми необхідно зібратися трьом однофамільцям з рідкісним прізвищем «Гарідеб». | Загадка розповіді аналогічна загадці оповідання «Спілка рудих». |
| 6  | «Вельможний клієнт»               | англ. The Adventure of the Illustrious Client | вересень 1902        | Юна аристократка збирається заміж за німецького барона-вбивцю, і її впливовий анонімний друг наймає Холмса, щоб той перешкодив їй зробити цю дурницю.                                                           | Імовірно, клієнт Холмса — сам король Англії Едуард VII. |
| 7  | «Пригода на віллі «Три фронтони»» | англ. The Adventure of the Three Gables       | встановити неможливо | Жінка, чий син недавно помер в Італії, звертається до Холмса: невідомі намагаються купити у неї віллу з абсолютно всіма її речами.                                                                              | |
| 8  | «Блідий вояк»                     | англ. The Adventure of the Blanched Soldier   | січень 1903          | Солдат, що повернувся з Африки, розшукує свого несподіваного зниклого товариша по службі, але батько останнього всіляко цьому перешкоджає.                                                                      | Одне з двох оповідань, написаних від імені Холмса. |
| 9  | «Лев'яча грива»                   | англ. The Adventure of the Lion's Mane        | червень 1907         | Під час відпочинку Холмса у Сассексі, де він розводить бджіл, неподалік на узбережжі загадково помирає людина.                                                                                                  | Одне з двох оповідань, написаних від імені Холмса. Як і «Блідий вояк», стосується медичного випадку, і Вотсон, завдяки своїй професії, міг би перешкодити, розгадавши загадку занадто швидко. |
| 10 | «Відставлений фарбар»             | англ. The Adventure of the Retired Colourman  | ймовірно 1898—1899   | Літній торговець фарбами одружився з молодою жінкою. Через деякий час дружина втікає з сусідом, прихопивши цінні папери чоловіка. Розглядаючи справу, Холмс приходить до висновку, що клієнт щось не договорює. | |
| 11 | «Квартирантка під вуаллю»         | англ. The Adventure of the Veiled Lodger      | 1896                 | Жінка з понівеченим обличчям, вдова приборкувача левів, розповідає Холмсу історію свого злочину. | Одна з розповідей, де не відбувається власне ніякого розслідування: Холмс і Вотсон просто дізнаються обставини скоєння злочину.                                                               |
| 12 | «Пригода в садибі Шоскомб»        | англ. The Adventure of Shoscombe Old Place    | ймовірно 1902        | Загадкова поведінка власника конезаводу, що живе в маєтку Шоскомб, змушує навколишніх думати, що він з'їхав з глузду.                                                                                           | |

### Другий варіант розташування оповідань у збірці
1. «Вельможний клієнт»
2. «Блідий вояк»
3. «Камінь Мазаріні»
4. «Пригода на віллі „Три фронтони“»
5. «Сассекський вампір»
6. «Троє Гаррідебів»
7. «Загадка Торського мосту»
8. «Людина, що рачкує»
9. «Лев'яча грива»
10. «Квартирантка під вуаллю»
11. «Пригода в садибі Шоскомб»
12. «Відставлений фарбар»

## Український переклад
Усі дванадцять оповідань «Архіву Шерлока Холмса» переклав Володимир Панченко.